# Stora Drängabjärs naturreservat
Stora Drängabjär är ett naturreservat i Dagsås socken i Varbergs kommun i Halland. Det ligger vid Skärsjöns södra strand.
Reservatet är en del av det större området Åkulla bokskogar som ligger ett par mil öster om staden Varberg. Här finns bokskog i bergbranter med utsikt över Skärsjön. Området är 53 hektar stort och skyddat sedan 2006.

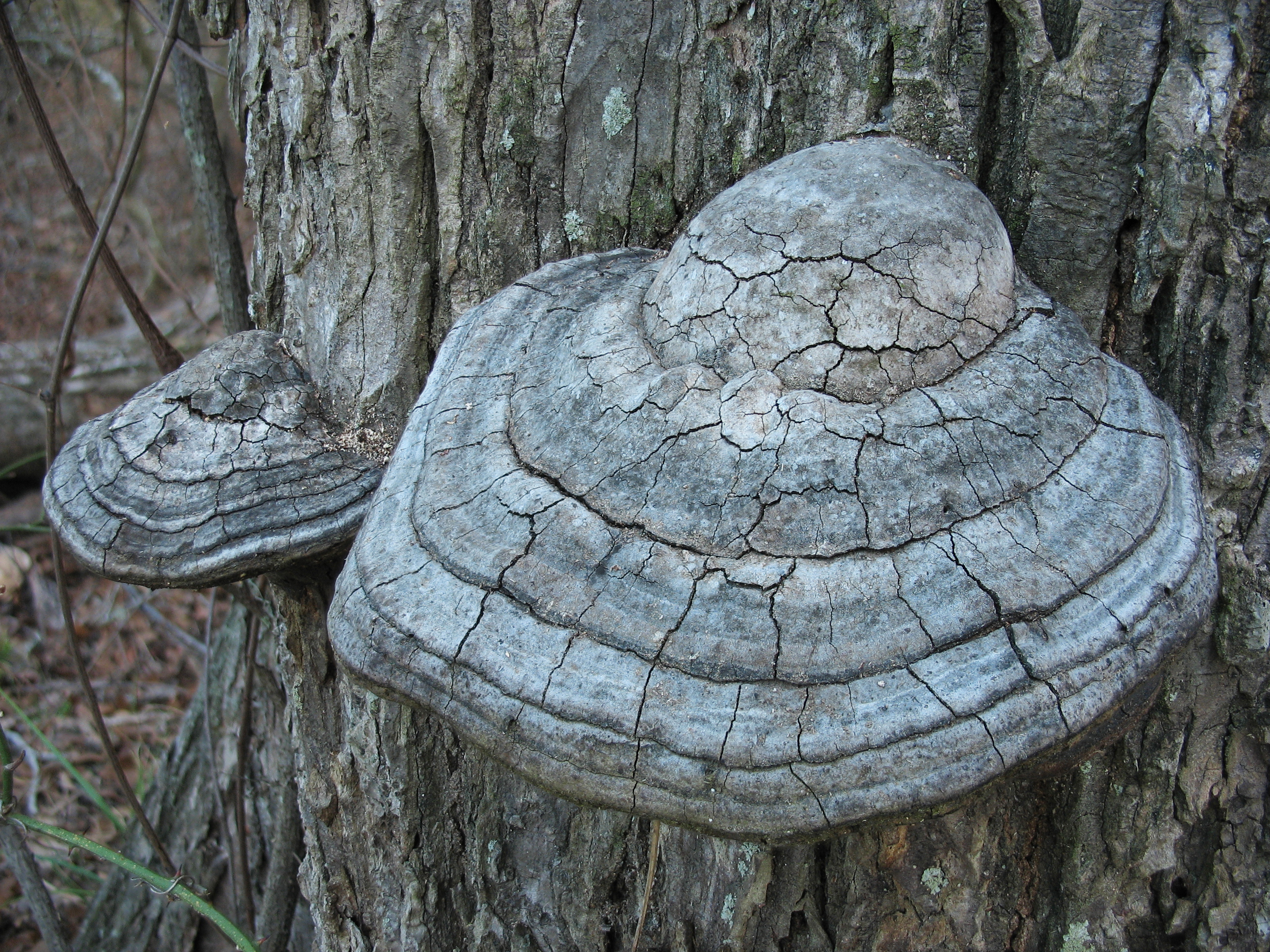
Fnöskticka

Skogen är delvis orörd med förekomst av högstubbar och lågor. Klibbalskog finns utmed sjön. Man har funnit 13 rödlistade arter i området som till exempel örlav, liten ädellav, bokfjädermossa och stor bandmossa. I området finns även jättesvampmalen.